# Mariusz
Mariusz ist die polnische Form des männlichen Vornamens Marius.

## Namensträger
- Mariusz Błaszczak (* 1969), polnischer Politiker
- Mariusz Cendrowski (* 1977), polnischer Profiboxer im Mittelgewicht
- Mariusz Duda (* 1975), polnischer Musiker und Komponist im Bereich Progressive Rock und Art Rock
- Mariusz Dulęba (* 1975), polnischer Eishockeyspieler
- Mariusz Fyrstenberg (* 1980), polnischer Tennisspieler
- Mariusz Handzlik (1965–2010), polnischer Diplomat und Politiker
- Mariusz Jurasik (* 1976), polnischer Handballspieler
- Mariusz Kruk (* 1952), polnischer Maler und Installationskünstler
- Mariusz Kukiełka (* 1976), polnischer Fußballspieler
- Mariusz Kwiecień (* 1972), polnischer Opernsänger (Bariton)
- Mariusz Lewandowski (* 1979), polnischer Fußballspieler
- Mariusz Pawełek (* 1981), polnischer Fußballtorhüter
- Mariusz Prudel (* 1986), polnischer Beachvolleyballspieler
- Mariusz Siudek (* 1972), polnischer Eiskunstläufer
- Mariusz Skoneczny (* 1990), polnischer Poolbillardspieler
- Mariusz Szczygieł (* 1966), polnischer Journalist
- Mariusz Strzałka (* 1959), polnischer Fechttrainer und ehemaliger Degenfechter
- Mariusz Wilk (* 1955), polnischer Journalist und Schriftsteller
- Mariusz Witecki (* 1981), polnischer Radrennfahrer
- Mariusz Zaruski (1867–1941), polnischer General, Segelsportler, Bergsteiger, Schriftsteller, Lyriker und Maler